# France Télévisions Publicité
Pour les articles homonymes, voir FTP.
 (mai 2025).
L'article doit être relu — et modifié si nécessaire — par des contributeurs indépendants pour apporter un regard critique aux contributions effectuées en violation des conditions d'utilisation de Wikipédia, tant sur la forme (notamment concernant le style encyclopédique, la proportionnalité) que sur le fond (la neutralité de point de vue, la qualité et l'indépendance des sources).
(Politique pour les contributions rémunérées | Comprendre le dépubage | En discuter)
France Télévisions Publicité ou FTP (stylisé « france•tvpublicité »), anciennement France Espace, est une régie publicitaire française. Filiale du groupe public France Télévisions, elle est renommée France Télévisions Publicité en 1998.
Elle commercialise la publicité et le parrainage sur les chaînes et l'offre numérique du groupe audiovisuel public ainsi que sur d'autres chaînes, sites web et applications mobiles.

## Historique
La loi du 2 août 1989 institue une présidence commune des deux chaînes publiques, Antenne 2 (A2) et France Régions 3 (FR3). Elle crée également une régie publicitaire commune nommée France Espace,, rassemblant les régies publicitaires Espace 2 Publicité, Espace 3 et Espace 3 Publicité.
En 1998, France Espace est renommée France Télévisions Publicité. Deux ans plus tard, la loi du 1er août 2000 crée la holding France Télévisions.
2001 marque la première réduction de l'offre publicitaire avec une durée maximale de publicité par heure qui passe de 10 à 8 minutes.
En 2005, à la suite de l'intégration du Réseau Outre-Mer 1ère dans France Télévisions, la régie publicitaire Régie Inter Océans est intégrée à France Télévisions Publicité.
Le 5 janvier 2009, selon la volonté du président de la République Nicolas Sarkozy, la publicité est supprimée du service public entre 20 h et 6 du matin.
Fin octobre 2009, France Télévisions décide d'ouvrir le capital de France Télévisions Publicité à hauteur de 70 %. Six sociétés candidates se font connaître auprès de la banque Rothschild qui conseille le groupe audiovisuel public : Lagardère Active Publicité, HiMedia Group, Financière Lov, Butler Capital Partners, Televista et NextRadioTV. En février 2010, France Télévisions entre en négociations exclusives avec le consortium La Financière Lov et Publicis Groupe pour acheter 70 % du capital de la régie publicitaire pour un montant de 2,6 millions d'euros. Le 9 septembre 2010, deux sénateurs déposent une proposition de loi repoussant au 1er janvier 2015 la suppression de la publicité en journée sur les chaînes publiques, prévue pour novembre 2011. Le même jour, les sociétés La Financière Lov et Publicis Groupe renoncent à acheter une partie de France Télévisions Publicité, considérant que le maintien de la publicité va rendre sans effet ce projet de privatisation,,.
Le 18 novembre 2015, Marianne Siproudhis devient la directrice générale de France Télévisions Publicité, sous la présidence de Laetitia Recayte, directrice du développement commercial de France Télévisions.
En mai 2017, Julien Verley succède à Laetitia Recayte comme directeur du développement commercial de France Télévisions. En juin 2019, il annonce son départ pour se consacrer à un projet entrepreneurial.
Dans la nuit du 7 au 8 décembre 2016, le sénat annonce la fin de la publicité pour les programmes destinés à la jeunesse (ainsi que les sites internet destinés à la jeunesse) dès le 1er janvier 2018,.

## Identité visuelle

Logo de France Télévisions Publicité du 7 janvier 2002 au 6 avril 2008
Logo de France Télévisions Publicité du 7 avril 2008 à octobre 2014
Logo de France Télévisions Publicité du 15 octobre 2014 au 28 janvier 2018
Logo de France Télévisions Publicité depuis le 29 janvier 2018

## Organisation

### Direction
Présidents-directeurs généraux
- Marc Tessier : août 2004 - avril 2006 ;
- Patrick de Carolis : avril 2006 - décembre 2010 ;
- Rémy Pflimlin : décembre 2010 - octobre 2015 ;
- Delphine Ernotte : octobre 2015 - novembre 2015 ;
- Laëtitia Recayte :  novembre 2015 - mai 2017.
- Julien Verley : mai 2017-juin 2019.
- Christian Vion : juin 2019 - Octobre 2020
- Delphine Ernotte : nomination le 12 octobre 2020

Directeurs généraux
- Christiane Doré : - janvier 1993[14] ;
- Marc Lavédrine : février 1993 - 1997[3] ;
- Philippe Santini : 1997 - juillet 2012[15] ;
- Daniel Saada : août 2012 - novembre 2015[16] ;
- Marianne Siproudhis : depuis novembre 2015[9].

### Siège
Le siège de France Télévisions Publicité est situé au 64 avenue Jean-Baptiste Clément à Boulogne-Billancourt, en région Île-de-France

### Effectifs
En 1998, France Espace comptait 200 employés.
France Télévisions Publicité et ses filiales emploient 300 collaborateurs répartis sur plusieurs sites : au siège à Boulogne-Billancourt (plus de 75%), en régions (Lille, Nancy, Strasbourg, Lyon, Marseille, Toulouse, Bordeaux, Nantes et Rennes) (environ 10%) et en outre-mer (Guadeloupe, Martinique, Guyane, La Réunion, Mayotte, Polynésie Française et Nouvelle-Calédonie)

## Activités

### Télévision
France Télévisions Publicité commercialise les espaces publicitaires de plusieurs chaînes de télévision :
- France Télévisions : France 2, France 3 (national et régions), France 4, France 5
- TV5 Monde
- France Médias Monde : France 24
- The Walt Disney Company France: Voyage, National Geographic Wild, National Geographic, Disney Channel, Disney Junior
- WarnerMedia : Cartoon Network, Boing, Boomerang, Warner TV, Toonami (France), TCM Cinéma
- Trace Partners : Trace Urban, Trace Latina, Trace Ayiti, Trace Carribean
- NBCUniversal : 13e rue, Syfy, E!
- Groupe SECOM : Melody (chaîne de télévision), My Zen TV, Museum TV
- Sport en France (chaîne de télévision)
- Novelas TV
- Deutsche Welle
- Culturebox
- La chaîne météo
- Maison & Travaux
- MGG TV

France Télévisions Publicité Inter-Océans (FTPIO), sous le nom commercial de France Télévisions Publicité Outre-Mer (stylisé « FranceTV Publicité Outre-Mer »), est la régie publicitaire du Réseau Outre-Mer 1re (9 chaînes et 9 radios), de Canal+ en outre-mer et d'un certain nombre de supports publicitaires privés.
France Télévisions Publicité International est la régie publicitaire des chaînes internationales multilingues : France 24, TV5 Monde, Deutsche Welle.
En 1999, Media Exchange, filiale de France Télévisions Publicité, a été la 1re régie publicitaire à vendre aux enchères des espaces publicitaires. Media Exchange a cessé son activité en 2014 en raison de la réduction drastique de l'offre publicitaire de France Télévisions à la suite de l'arrêt de la publicité commerciale après 20 heures.

### Numérique
France Télévisions Publicité commercialise les espaces publicitaires de plusieurs sites web et application mobiles de services, d'émissions ou de radios.

### Production
France Télévisions Publicité Conseil (FTP Conseil, stylisé « FranceTV Publicité conseil ») produit des formats courts, des spots publicitaires, des billboards de parrainage et des habillages écrans[source secondaire souhaitée].

## Événement

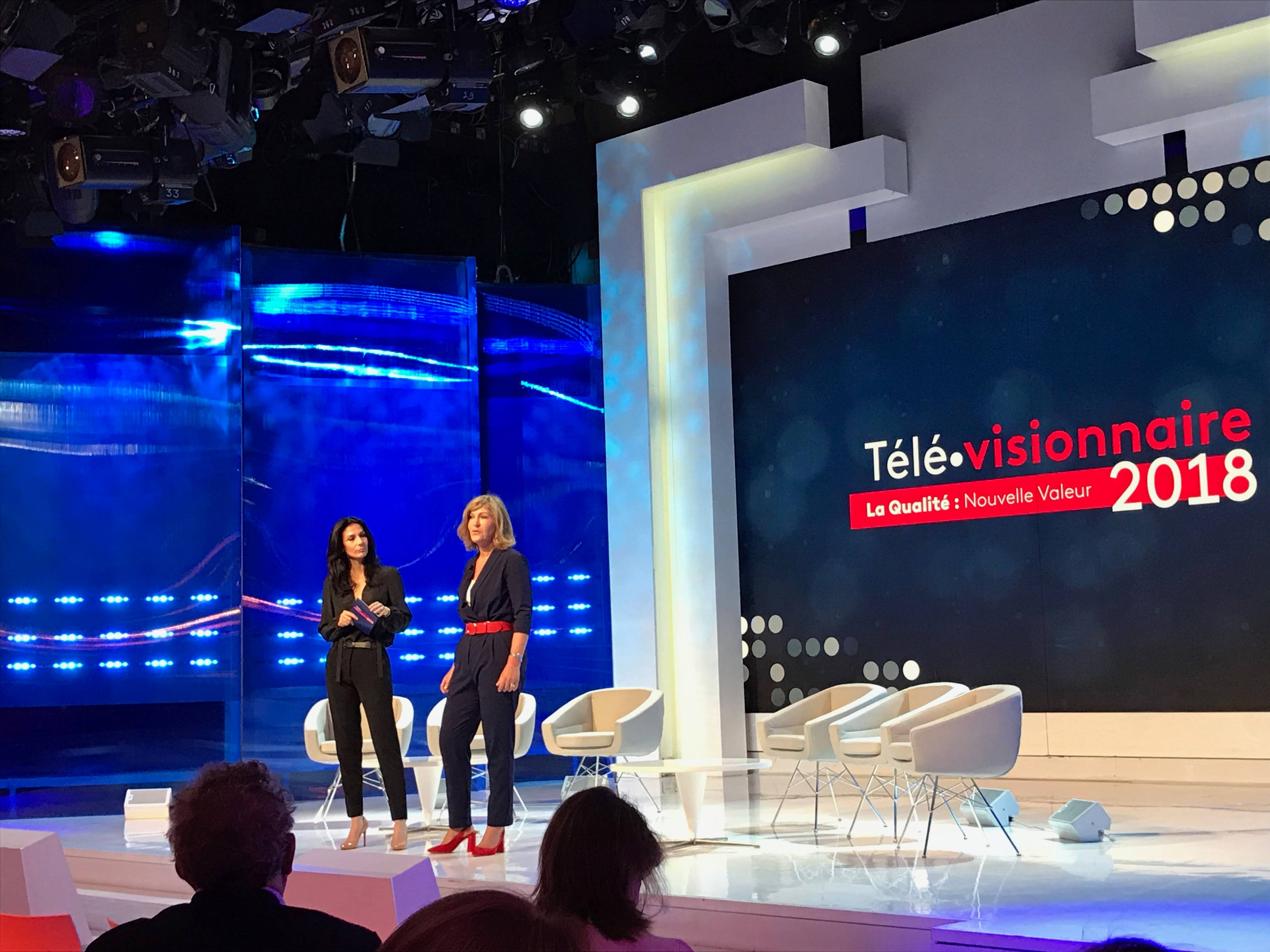

FranceTV Publicité créé en juin 2018 « Télé.visionnaire »,,, un nouvel événement annuel qui réunira les acteurs du marché publicitaire. La première édition a eu lieu le mercredi 13 juin 2018, au Studio Gabriel.
La seconde édition de Télé.visionnaire a lieu le 12 juin 2019. La troisième édition lancée le 14 septembre 2021. Télé•visionnaire reviend le mardi 17 janvier 2023 pour sa 4e édition cette fois sur la thématique du Sport.